# Hipodrom
Hipodrom (starogrčki: ἱππόδρομος, hippodromos „trkalište za konje“) je grčki športski objekt za konjske i utrke zaprega. 
I danas se trkališta za konjske utrke u puno zemalja zovu - hipodromi, tako je i u Hrvatskoj te imamo zagrebački hipodrom, kao najpoznatiji objekt te vrste u zemlji.
Starogrčka složenica hipodrom, bila je složenica od riječi ἵππος hippos („konj“) i riječi δρόμος dromos („staza, put, cesta"). Konjske trke i utrke dvokolica su bile omiljena zabava u starom vijeku te su bile čestim dijelom grčkih gradova u helenističko, starorimsko i bizantsko doba.

## Povijest
Stari Grci su svoje hipodrome gradili tako da im je gledalište bilo na nekoj prirodnoj padini brijega. 
Starogrčkom hipodromu odgovarali su starorimski cirkusi. Oni su bili i nešto veći od grčkih hipodroma. 
Veliki antički hipodrom bio je onaj carigradski koji je mogao primiti čak 100 000 gledatelja, sagrađen je između 203. i 330. godine. Međutim, jer je sagrađen za Rima, njega se svrstava u cirkuse.
Današnji hipodromi su dugi oko 1000 m.

## Lista poznatih grčkih hipodroma
- Delos
- Delfi
- Istmija
- Nemeja
- Olimpija

## Pogledajte i ovo
- Circus Maximus